# Gora Manas
Gora Manas (ryska: Гора Манас) är ett berg i Kirgizistan.   Det ligger i oblastet Talas, i den västra delen av landet, 300 km väster om huvudstaden Bisjkek. Toppen på Gora Manas är 4 482 meter över havet.
Terrängen runt Gora Manas är huvudsakligen bergig, men åt sydväst är den kuperad. Gora Manas är den högsta punkten i trakten. Runt Gora Manas är det ganska glesbefolkat, med 34 invånare per kvadratkilometer. Det finns inga samhällen i närheten. Trakten runt Gora Manas består i huvudsak av gräsmarker.